# Syzygium boonjee
Syzygium boonjee är en myrtenväxtart som beskrevs av Bernard Patrick Matthew Hyland. Syzygium boonjee ingår i släktet Syzygium och familjen myrtenväxter. Inga underarter finns listade i Catalogue of Life.